# Picea × fennica
Il peccio finlandese (Picea × fennica (Regel) Kom., 1934) è una specie di peccio, appartenente alla famiglia delle Pinaceae, ibrido naturale tra Picea abies e P. obovata, endemica della Russia settentrionale (Arcangelo, Carelia, Penisola di Kola e Komi), e della Finlandia (presenza incerta).

## Etimologia
Il nome generico Picea, utilizzato già dai latini, potrebbe, secondo un'interpretazione etimologica, derivare da Pix picis = pece, in riferimento all'abbondante produzione di resina. Il nome specifico fennica fa riferimento all'area geografica finlandese, sede dell'areale di questo ibrido.

## Descrizione

### Portamento
Albero alto fino a 40-50 m con unico tronco monopodiale di diametro fino a 1,5 m; i rami del primo ordine sono slanciati, sviluppati orizzontalmente o pendenti, quelli del secondo ordine sono molto variabili, orizzontali o anche molto cadenti. La chioma è larga e piramidale. I virgulti sono snelli, lisci, pubescenti o glabri, inizialmente di color arancione o marrone-rosso, poi grigi, con superficie scanalata e ruvida; i pulvini sono lunghi 1 mm, obliqui.

### Foglie
Le foglie sono aghiformi, lineari, dritte o ricurve, con sezione quadrangolare, di colore verde scuro, lunghe 0,8-2 cm; hanno punte acute e 2-4 linee di stomi su entrambe le pagine. Le gemme vegetative sono ovoidali-coniche, lunghe 4-5 mm, leggermente resinose; hanno perule triangolari-ottuse, di colore marrone-chiaro o marrone-rossastro, persistenti per diversi anni.

### Fiori
Sono strobili maschili gialli, lunghi 1-1,5 cm.

### Frutti
I coni femminili sono ovoidali-oblunghi, lunghi 5-7,5 cm e larghi 3-4 cm, con base piatta e affusolata. I macrosporofilli sono obovati, convessi, con punta più o meno arrotondata o leggermente allungata, normalmente ricurvi.

### Corteccia
La corteccia è ben presto rugosa, sfogliata e divisa in placche, di colore grigio.

## Distribuzione e habitat
È la conifera dominante nella taiga russa e scandinava, solo saltuariamente sostituita da o mista con Pinus sylvestris; nel sottobosco prosperano i licheni e specie di Vaccinium, mentre nelle zone più umide anche muschi del genere Sphagnum. Vegeta ad altitudini comprese tra il livello del mare e i 600-800 m, a seconda della latitudine, e diviene solitaria e molto sparpagliata al limite settentrionale della vegetazione arborea. Larghe parti del suo areale sono caratterizzate dal permafrost, e solo terreni alluvionali vicini ai fiumi sono liberi dal gelo nella stagione estiva; in queste aree P. × fennica raggiunge le dimensioni maggiori. Le caducifoglie più frequentemente associate sono Populus tremula e specie di Salix, in particolare nelle zone che hanno subito incendi boschivi nei decenni precedenti; Alnus glutinosa è presente nelle pianure alluvionali.

## Tassonomia
I pecci dell'area confinale tra l'areale di P. abies e P. obovata sono stati per molto tempo classificati in quest'ultimo taxon, dopo che esso venne riconosciuto come specie distinta. Le straordinarie differenze morfologiche dei coni di P. abies, riscontrate in Europa centrale e occidentale, non sono mai state notate negli esemplari di P. obovata e neanche nelle zone transizionali tra le due specie di pecci; tuttavia, nell'area nord-occidentale della Russia, al confine con la Finlandia, i pecci mostrano avere caratteri morfologici tipici sia di P. abies che di P. obovata. L'avanzata della calotta glaciale e la successiva ritirata durante le glaciazioni e i periodi interglaciali, è probabile che abbiano provocato una mescolanza genetica tra le due specie sopracitate, dando vita alla forma ibrida attualmente classificata come P. × fennica.

### Sinonimi
Si conoscono i seguenti sinonimi:
- Picea abies subsp. fennica (Regel) Parfenov
- Picea × fennica nothosubsp. uralensis (Tepl.) P.A.Schmidt
- Pinus abies var. fennica Regel

## Usi
Il suo legno è una grande risorsa economica in un'area poco popolata e con scarse risorse naturali; viene utilizzato principalmente nell'industria cartaria e secondariamente in edilizia per la costruzione delle abitazioni locali. Nell'area baltica e russa vengono commercializzate alcune cultivar che si ritiene ricavate dal peccio finlandese.

## Conservazione
Non viene classificata ufficialmente nella Lista rossa IUCN, ma il suo status di conservazione è assimilabile a quello di P. abies (least concern.